# 天主教雷阿爾城教區
天主教雷阿爾城教區（拉丁語：Dioecesis Civitatis Regalensis）是西班牙一個羅馬天主教教區，位於雷阿爾城省，屬托萊多總教區。
1875年11月18日設自治監督區，1980年2月4日升為教區。2007年，在當地500,060人口中，有教友493,060人，佔轄區總人口98.6%、164個堂區、262名司鐸、107名修士、543名修女。現任教區主教為安多尼·阿爾戈拉·赫爾南多。

## 历届领导
- 雷阿尔城主教（罗马仪式）
  - 维多利亚诺·吉萨索拉·罗德里格斯（Victoriano Guisasola y Rodríguez）（1877年5月28日 – 1882年3月27日）
  - 安东尼奥·玛丽亚·卡斯卡哈雷斯·阿扎拉（Antonio María Cascajares y Azara）（1882年3月27日 – 1884年3月27日）
  - 何塞·玛丽亚·兰塞斯·维拉纽瓦 † (1886年6月10日 – 1898年11月28日)
  - 卡西米罗·皮涅拉·纳雷多 †（1898年11月28日 – 1904年8月28日去世）
  - 雷米希奥·甘达塞吉·戈罗查特吉（Remigio Gandásegui y Gorrochátegui）（1905年3月27日 – 1914年5月28日）
  - 弗朗西斯科·哈维尔·德·伊拉斯托萨·洛伊纳兹（1914年7月11日－1922年6月27日）
  - BL。 Narciso de Esténaga y Echevarría (1922年12月14日 – 1936年8月22日)
  - 埃梅特里奥·埃切韦里亚·巴雷纳 (1942 年 12 月 29 日 - 1954 年 12 月 25 日逝世)
  - 胡安·埃尔瓦斯·贝内特 (Juan Hervás y Benet) (1955年3月14日 – 1976年9月30日)
- 雷阿尔城 主教（罗马仪式）
  - 拉斐尔·托里哈·德拉富恩特（Rafael Torija de la Fuente）（1976年9月30日 – 2003年3月20日）
  - 安东尼奥·安赫尔·阿尔戈拉·埃尔南多（2003年3月20日 – 2016年4月8日）
  - 赫拉尔多·梅尔加·维西奥萨 (2016 年 4 月 8 日 – )